# Madres verdaderas
Madres verdaderas (en japonés, 朝が来る; romanizado: Asa ga Kuru) es una película dramática japonesa de 2020 dirigida por Naomi Kawase. Fue seleccionada para ser mostrada en el Festival de Cine de Cannes 2020. Está basada en una novela del año 2015 del escritor japonés Mizuki Tsujimura. En junio de 2020, el Festival Internacional de Cine de Toronto anunció que la película formaría parte de su festival de 2020. Fue seleccionada como la entrada japonesa a la Mejor Película Internacional en la 93.ª edición de los Premios Óscar, pero no fue nominada.

## Argumento
Satoko (Hiromi Nagasaku) y Kiyokazu (Arata Iura) tienen un hijo en edad preescolar, Asato (Reo Sato), a quien adoptaron recién nacido. Un día reciben una llamada de uno de sus maestros que les dice que un niño de su escuela se ha caído del gimnasio de la jungla y afirma que Asato lo empujó, lo que Asato niega. La madre del niño solicita el reembolso de sus gastos médicos. A Satoko le preocupa que su hijo haya heredado malos genes de sus padres biológicos.
En un flashback de unos años antes, Satoko y Kiyokazu deciden formar una familia y descubren que Kiyokazu tiene aspermia. Después de un largo, doloroso y finalmente infructuoso período de tratamientos, decidieron darse por vencidas y conformarse con una vida sin hijos hasta que vieron un programa en la televisión sobre Baby Baton, una asociación sin fines de lucro que une a parejas infértiles con madres que no pueden o no quieren para criar a sus hijos biológicos. Al ver esto, Satoko y Kiyokazu se dan cuenta de que la adopción podría ser una alternativa perfecta para formar una familia normal.
Cuando Satoko y Kiyokazu vienen a recoger al recién nacido Asato, se les pregunta si quieren conocer a su madre biológica. Dicen que sí y les presentan a Hikari, una joven educada que se preocupa profundamente por su bebé. Hikari les da una carta al bebé y dice que lo siente mucho.
Otro flashback presenta a la madre biológica de Asato, Hikari (Aju Makita), una estudiante de secundaria de catorce años. Hikari se enamora de un compañero de clase masculino, lo que lleva a un romance puro, mutuo e intenso. Tienen relaciones sexuales y Hikari luego descubre que está embarazada; como aún no había comenzado a menstruar, el descubrimiento llega demasiado tarde para que aborte. Temerosa de los chismes y de dañar las brillantes perspectivas de futuro de Hikari, su familia decide enviarla a Baby Baton, que ofrece alojamiento para futuras madres y encuentra padres adoptivos para sus hijos no deseados. Hikari y las demás madres embarazadas, en su mayoría niñas jóvenes traficadas, encuentran la paz entre ellas mientras esperan dar a luz.
En la actualidad, Satoko recibe otra llamada telefónica de la maestra de jardín de infantes, que revela que el otro niño mintió acerca de que Asato lo empujó y confesó que él mismo saltó del gimnasio de la jungla. Satoko se siente aliviada y la familia planea una alegre visita al zoológico, pero son interrumpidos por una llamada telefónica de una mujer que dice ser la madre de Asato y quiere recuperar a su hijo. Satoko y Kiyokazu aceptan de mala gana encontrarse con Hikari, quien amenaza con revelar que su hijo es adoptado a menos que le den dinero. La pareja revela que la adopción de su hijo no es un secreto y, según lo que ella ha dicho y su único encuentro con Hikari, no creen que la mujer con la que están hablando sea realmente Hikari.
Después de regresar de las instalaciones de Baby Baton, Hikari llegó a sentirse como una extraña de su antigua vida, y pronto se va de casa y regresa a las instalaciones de Baby Baton, pidiendo un trabajo y un lugar donde quedarse. Se entera de que Baby Baton cerrará después de que su último residente actual dé a luz a su bebé. Mientras trabajaba allí, Hikari se encuentra accidentalmente con los registros de padres adoptivos de Baby Baton y encuentra el archivo sobre los padres adoptivos de su hijo.
Se muda más cerca de la ciudad para estar más cerca de su hijo y acepta un trabajo como repartidora de periódicos. Mientras trabaja allí, se hace amiga de una niña de su misma edad que le recuerda a una de las mujeres embarazadas que conoció en Baby Baton. Los dos pronto forman una estrecha amistad; sin embargo, su amiga tiene problemas con los usureros y falsifica la firma de Hikari como codeudora para no tener que pagar el préstamo. Hikari finalmente consigue el dinero y, con el corazón roto, finalmente se acerca a los padres de su hijo. Después de escuchar a su hijo llamar a su madre, se disculpa y dice que no es su madre y se escapa.
Más tarde, Sakoto es visitada por la policía, quien le muestra el nombre de Hikari y confirma su identidad. Avergonzada de no haber reconocido a Hikari, Sakoto logra localizarla y le presenta a su hijo a su madre biológica.

## Reparto
- Hiromi Nagasaku como Satoko Kurihara
- Arata Iura como Kiyokazu Kurihara
- Aju Makita como Hikari Katakura
- Miyoko Asada como Shizue Asami
- Reo Sato como Asato Kurihara
- Taketo Tanaka como Takumi Aso
- Hiroko Nakajima como La madre de Hikari
- Tetsu Hirahara como El padre de Hikari
- Ren Komai como La hermana de Hikari
- Río Yamashita
- Kokoro Morita
- Masami Horiuchi
- Hiroshi Yamamoto
- Msaki Miura
- Shōko Ikezu
- Ryuya Wakaba
- Munetaka Aoki
- Gō Rijū

## Recepción
El agregador de reseñas Rotten Tomatoes otorga a la película un 91% basado en 44 reseñas, con una calificación promedio de 6.9/10 . El consenso crítico del sitio dice: "Madres verdaderas utiliza un conflicto intratable para explorar los lazos de la paternidad con la sensibilidad y la gracia habituales de la directora/coguionista Naomi Kawase".

## Controversia
En abril de 2022, Shūkan Bunshun informó que Kawase agredió físicamente a un asistente de cámara mientras filmaba True Mothers en mayo de 2019, lo que llevó al director de fotografía Yūta Tsukinaga y su equipo a renunciar a mitad de la producción. Kawase no negó la acusación.